# Parti révolutionnaire du peuple mongol (2010)
Ne doit pas être confondu avec Parti révolutionnaire du peuple de Mongolie-Intérieure.
Pour les articles homonymes, voir Parti du peuple.
 (août 2018).
Si vous disposez d'ouvrages ou d'articles de référence ou si vous connaissez des sites web de qualité traitant du thème abordé ici, merci de compléter l'article en donnant les références utiles à sa vérifiabilité et en les liant à la section « Notes et références ».
Le Parti révolutionnaire du peuple mongol (abrégé en MAKN, en mongol : Монгол Ардын Хувьсгалт Нам (Mongol Ardyn Khuvsgalt Nam), МАХН (MAKN)) est un parti politique de Mongolie, issu en 2010 d'une scission du Parti du peuple mongol (MAN). Il rejoint finalement ce dernier en 2021.

## Historique
En 2010, le Parti révolutionnaire du peuple mongol change son nom pour celui de Parti du peuple mongol, mais une fraction de ses membres, menés par l'ancien président du pays Nambaryn Enkhbayar, n'accepte pas cette décision et fonde une nouvelle formation politique qui reprend le nom de Parti révolutionnaire du peuple mongol (MAKN).
Lors des élections législatives du 28 juin 2012, le MAKN conclut un accord avec le Parti démocratique national mongol pour former la Coalition de la Justice qui obtient 11 sièges au Grand Khoural d'État. Le 10 août suivant, Norovyn Altankhuyag devient Premier ministre et dirige un gouvernement de coalition entre le Parti démocrate et la Coalition de la Justice. Après l'adoption d'une motion de censure le 5 novembre 2014, un nouveau gouvernement est formé entre le Parti démocrate et la Coalition de la Justice, dirigé par le nouveau Premier ministre Chimed Saikhanbileg.
À l'issue des élections législatives du 29 juin 2016, largement remportées par le MAN avec 65 députés sur 76, le MAKN ne détient plus qu'un seul siège au parlement. Il refusionne avec le Parti du peuple mongol en 2021.